# U-60 (1939)
| U-60                       | U-60                                               | U-60                                               |
| -------------------------- | -------------------------------------------------- | -------------------------------------------------- |
|                            |                                                    |                                                    |
|                            |                                                    |                                                    |
|                            |                                                    |                                                    |
| Під прапором               | Третій рейх                                        | Третій рейх                                        |
| Порт приписки              | Кіль, Вільгельмсгафен, Лор'ян, Берген              | Кіль, Вільгельмсгафен, Лор'ян, Берген              |
| Спуск на воду              | 1 червня 1939                                      | 1 червня 1939                                      |
| Виведений зі складу флоту  | 2 травня 1945                                      | 2 травня 1945                                      |
| Сучасний статус            | затоплений                                         | затоплений                                         |
| Проєкт                     |                                                    |                                                    |
| Тип ПЧ                     | Малий ДПЧ                                          | Малий ДПЧ                                          |
| Основні характеристики     |                                                    |                                                    |
| Швидкість (надводна)       | 12 вузлів                                          | 12 вузлів                                          |
| Швидкість (підводна)       | 7 вузлів                                           | 7 вузлів                                           |
| Гранична глибина занурення | 150 м                                              | 150 м                                              |
| Екіпаж                     | 25 осіб                                            | 25 осіб                                            |
| Розміри                    |                                                    |                                                    |
| Довжина найбільша (по КВЛ) | 43,9 м                                             | 43,9 м                                             |
| Ширина корпусу найб.       | 4,08 м                                             | 4,08 м                                             |
| Висота                     | 8,4 м                                              | 8,4 м                                              |
| Середня осадка (по КВЛ)    | 3,82 м                                             | 3,82 м                                             |
| Водотоннажність надводна   | 291 т                                              | 291 т                                              |
| Озброєння                  |                                                    |                                                    |
| Артилерія                  | 1 × 2 cm/65 C/30 (1000 снарядів)                   | 1 × 2 cm/65 C/30 (1000 снарядів)                   |
| Торпедно- мінне озброєння  | 3 TA 5 торпед або 18 мін (за іншими даними ТМА 12) | 3 TA 5 торпед або 18 мін (за іншими даними ТМА 12) |

U-60 — малий німецький підводний човен типу II-C для прибережних вод, часів Другий світової війни, заводський номер 259.
Введений в стрій 22 липня 1939 року. До 31 грудня 1939 року входив у 5-у флотилію, з 1 січня 1940 року по 18 листопада 1940 року входив у 1-шу флотилію, з 19 листопада 1940 по 1 березня 1945 року входив у 21-шу флотилію. Здійснив 9 бойових походів, потопив 3 судна (7 561 брт), і пошкодив 1 судно (15 434 брт). 2 травня 1945 року затоплений екіпажем у порту міста Вільгельмсгафен.

## Командири
- Капітан-лейтенант Георг Шеве (22 липня 1939 — 19 липня 1940)
- Оберлейтенант-цур-зее Адальберт Шне (19 липня — 5 листопада 1940)
- Оберлейтенант-цур-зее Георг Валлас (6 листопада 1940 — 30 вересня 1941)
- Капітан-лейтенант Курт Прессель (1 жовтня 1941 — травень 1942)
- Оберлейтенант-цур-зее Ганс-Дітер Мос (травень — 6 грудня 1942)
- Лейтенант-цур-зее Отто Гюбшен (вересень — грудень 1942)
- Оберлейтенант-цур-зее Людо Крегелін (7 грудня 1942 — 15 лютого 1944)
- Оберлейтенант-цур-зее Герберт Гізеветтер (16 лютого 1944 — 28 лютого 1945)[1]

## Затоплені судна
| Ім'я         | Тип               | Належність      | Дата           | Тоннаж (БРТ) | Вантаж                        | Статус              | Місце                                                       |
| City of Kobe | вантажне судно    | Велика Британія | 19 грудня 1939 | 4 373        | генеральний вантаж та вугілля | підірвалось на міні | 52°35′ пн. ш. 1°59′ сх. д. / 52.583° пн. ш. 1.983° сх. д.   |
| Nils Gorthon | вантажне судно    | Швеція          | 13 серпня 1940 | 1 787        | 743 сажнів деревної маси      | затоплено           | 55°45′ пн. ш. 7°05′ зх. д. / 55.750° пн. ш. 7.083° зх. д.   |
| Volendam     | пасажирське судно | Нідерланди      | 31 серпня 1940 | 15 434       | генеральний вантаж            | пошкоджено          | 56°04′ пн. ш. 9°52′ зх. д. / 56.067° пн. ш. 9.867° зх. д.   |
| Ulva         | вантажне судно    | Велика Британія | 3 вересня 1940 | 1 401        | вугілля                       | затоплено           | 55°45′ пн. ш. 11°45′ зх. д. / 55.750° пн. ш. 11.750° зх. д. |